# Поґобе-Середні
Поґобе-Середні (пол. Pogobie Średnie, нім. Mittel Pogobien) — село в Польщі, у гміні Піш Піського повіту Вармінсько-Мазурського воєводства.
Населення — 244 особи (2011).
У 1975-1998 роках село належало до Сувальського воєводства.

## Демографія
Демографічна структура станом на 31 березня 2011 року:
|          | Загалом | Допрацездатний вік | Працездатний вік | Постпрацездатний вік |
| -------- | ------- | ------------------ | ---------------- | -------------------- |
| Чоловіки | 123     | 27                 | 81               | 15                   |
| Жінки    | 121     | 30                 | 66               | 25                   |
| Разом    | 244     | 57                 | 147              | 40                   |